# Canvi d'estat
En física i química, s'anomena canvi d'estat o transició de fase l'evolució de la matèria entre diversos estats d'agregació sense que hi hagi canvis en la seva composició. Els tres estats bàsics són el sòlid, el líquid i el gasós; a aquests tres, cal afegir l'estat de plasma.
La taula següent indica com s'anomenen els canvis d'estat: 
| Inicial\Final | Sòlid                           | Líquid                 | Gasós                               | Plasmàtic  |
| ------------- | ------------------------------- | ---------------------- | ----------------------------------- | ---------- |
| Sòlid         |                                 | Fusió                  | Sublimació o sublimació progressiva |            |
| Líquid        | Solidificació                   |                        | Evaporació o ebullició              |            |
| Gasós         | Sublimació inversa o regressiva | Condensació i liquació |                                     | Ionització |
| Plasmàtic     |                                 |                        | Recombinació/desionització          |            |

Els dos paràmetres dels quals depèn que una substància o mescla es trobi en un estat o en un altre són la temperatura i la pressió. La temperatura és una mesura de l'energia cinètica de les molècules i àtoms d'un cos. Un augment de la temperatura o una reducció de la pressió afavoreixen la fusió, l'evaporació i la sublimació, mentre que un descens de la temperatura o un augment de la pressió afavoreixen els canvis oposats.

## Diferència entre evaporació i ebullició
Els líquids poden canviar a vapor a una temperatura per sota els seus punts d'ebullició mitjançant el procés d'evaporació. L'evaporació és un fenomen superficial en el qual les molècules situades a prop de la superfície vapor/líquid s'escapen cap a la fase de vapor. Per altra banda, l'ebullició és un procés en el qual les molècules s'escapen de qualsevol part del líquid, com a resultat de la formació de bombolles de vapor dins del líquid.